# Шевалье, Люсьен
Люсьен Шевалье (фр. Lucien Chevaillier; 1883 — 1932) — французский пианист, композитор, музыкальный теоретик.
На протяжении ряда лет был ассистентом в классе Альбера Лавиньяка в Парижской консерватории, в последнее десятилетие жизни преподавал (главным образом, историю музыки) в Страсбургской консерватории. Выступал как пропагандист новейших течений — в частности, творчества таких композиторов, как Морис Равель и Дариус Мийо. Как пианист нередко аккомпанировал своей жене Сюзанне, скрипачке.
Автор преимущественно фортепианных сочинений. Написал также оперу в четырёх действиях «Миетта Лакмель» (фр. Miette Lacmel; 1922, на собственное либретто), поставленную в 1923 году в Страсбурге и вызвавшую у рецензентов сдержанное одобрение («музыка, быть может, чересчур замысловатая, но не дающая скучать, оркестровка сдержанная, позволяющая публике расслышать голоса певцов»), и одноактную «Вечерняя поэма» (фр. Le poème du soir, поставлена в 1925 г. в Опера-комик). Глава о гармонии, написанная Шевалье для Музыкальной энциклопедии 1921 года, была выпущена отдельным изданием в русском переводе под редакцией М. В. Иванова-Борецкого (1931, под названием «История учений о гармонии»). Публиковался также как музыкальный журналист.